# Așur (mitologie)

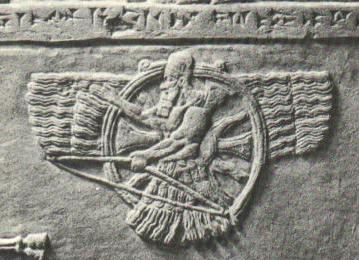
Așur – arcaș îmbrăcat cu pene, suprapus peste simbolul soarelui înaripat (Faravahar).

Așur sau Assur este zeul național al asirienilor. Caracterul lui Așur este dificil de definit; este posibil să fi fost, inițial, o zeitate a fertilității.